# Bratton Fleming
Bratton Fleming – wieś w Anglii, w hrabstwie Devon, w dystrykcie North Devon.